# 匙鰭異鱗鱵
匙鰭異鰭鱵 ，為輻鰭魚綱鶴鱵目鱵科的其中一種。

## 分布
本魚分布於印度太平洋區，包括東非、塞席爾群島、安達曼海、印度、馬來西亞、柬埔寨、印尼、巴布亞紐幾內亞、泰國、菲律賓、臺灣、琉球群島、澳洲、斐濟、關島、馬里亞納群島、新喀里多尼亞、密克羅尼西亞、帛琉、索羅門群島、東加、萬那杜等海域。

## 特徵
本魚體修長纖細，稍側扁，上下頜明顯地寬長的。吻全褐色的沒有任何的深色條紋在中線上。體上半部亮藍色光澤，下半部銀白色，胸鰭短於頭長，上頜遠短於頭部。雄性成魚的第六與第七臀鰭鰭條非常粗的而且延長。背鰭軟條11至12枚；臀鰭軟條12至13枚；脊椎骨42至43枚，體長可達19公分。

## 生態
本魚主要棲息於紅樹林週邊淺水域，受驚時會躍出水面。屬肉食性，以昆蟲為主食。

## 經濟利用
不具食用性。

## 扩展阅读
維基物種上的相關：匙鰭異鰭鱵